# Donderkruidmineermot
De donderkruidmineermot (Digitivalva perlepidella) is een vlinder uit de familie van de koolmotten (Plutellidae). De wetenschappelijke naam is voor het eerst geldig gepubliceerd in 1849 door Stainton.
De soort komt voor in Europa.